# Edesheim
Edesheim est une municipalité de la Verbandsgemeinde Edenkoben, dans l'arrondissement de la Route-du-Vin-du-Sud, en Rhénanie-Palatinat, dans l'ouest de l'Allemagne.

## Références

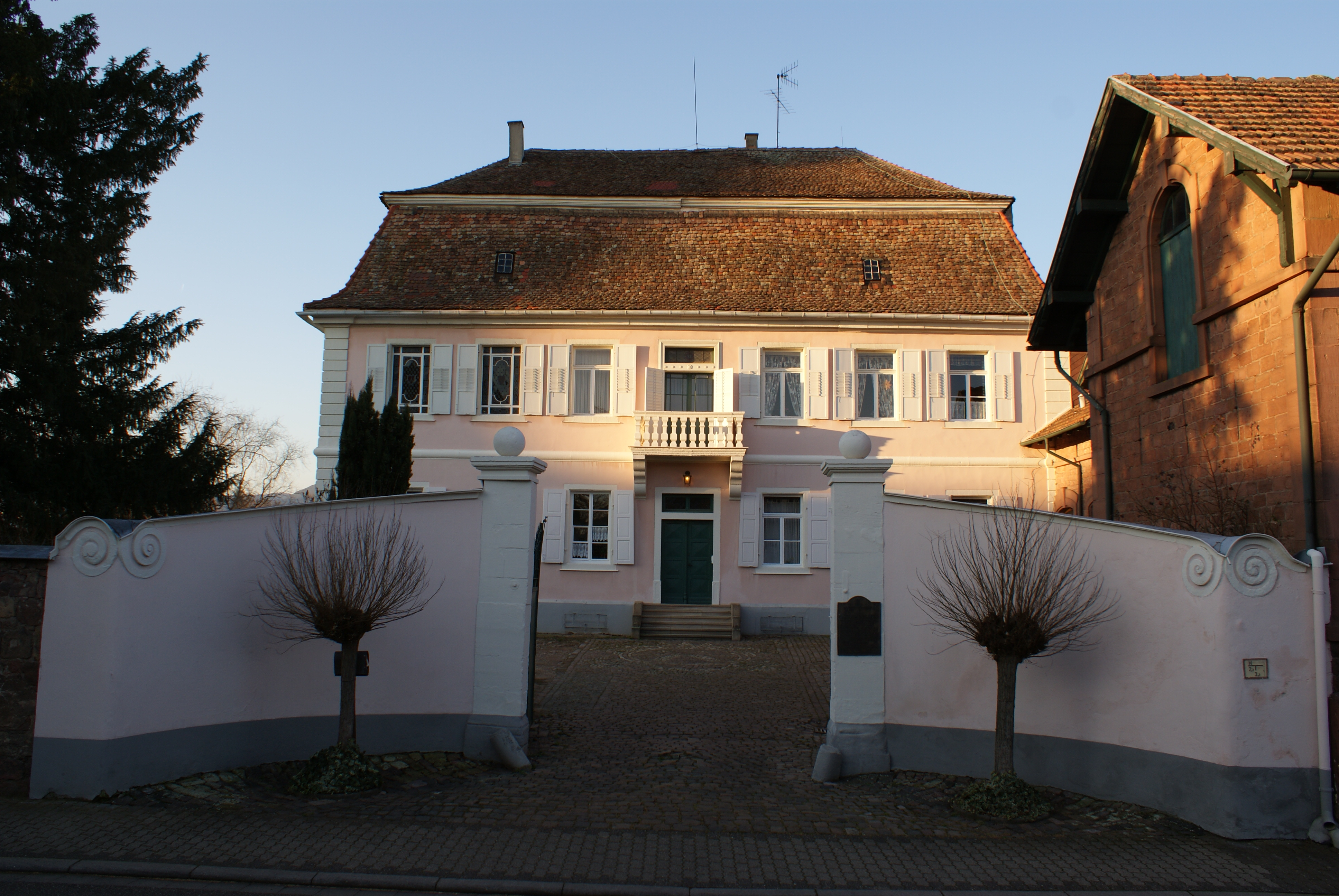
Maison de Adam François d’Holbach (environ 1675 – 1753) l'oncle de Paul Henri Thiry d'Holbach